# Léo Schwechlen
Léo Schwechlen (Montbéliard, 5 de junio de 1989) es un futbolista francés que juega de defensa en el F. C. Bassin d'Arcachon del Championnat National 3.

## Trayectoria
Léo Schwechlen debutó con el AS Monaco en la temporada 2010-11. En la temporada 2011-12 fue traspasado al Tours. En julio de 2015 Schwechlen firmó un contrato con el Anorthosis Famagusta de Chipre y en julio de 2016 fue traspasado al Göztepe SK donde jugó durante dos temporadas. En el verano de 2018 fichó por el BB Erzurumspor donde jugó todos los partidos de la temporada 2018-19. En agosto de 2019 regresó al Göztepe S.K. Luego de una temporada muy discreta en el Göztepe, en octubre de 2020 fue de nuevo traspasado al BB Erzurumspor.

## Clubes
| Club                    | País    | Año       |
| ----------------------- | ------- | --------- |
| A. S. Monaco F. C. "II" | Francia | 2010-2011 |
| Tours F. C.             | Francia | 2011-2015 |
| Anorthosis Famagusta    | Chipre  | 2015-2016 |
| Göztepe S. K.           | Turquía | 2016-2018 |
| BB Erzurumspor          | Turquía | 2018-2019 |
| Göztepe S. K.           | Turquía | 2019-2020 |
| BB Erzurumspor          | Turquía | 2020-2021 |
| Denizlispor             | Turquía | 2021-2023 |
| Tours F. C.             | Francia | 2023-2025 |
| F. C. Bassin d'Arcachon | Francia | 2025-     |